# Хелловін 2 (фільм, 1981)
«Хелловін 2» (англ. Halloween II) — американський фільм жахів режисера 1981 року Ріка Розенталья, продовження фільму Хелловін 1978 року.

## Сюжет
31 жовтня 1978 року. По місту проноситься хвиля кривавих убивств. Жителі пошепки вимовляють ім'я Майкла Маєрса, кривавого маніяка, який повернувся як раз на Хелловін. Його колишня жертва, Лорі Строуд, вижила, і він повернувся, щоб закінчити почате. Цього разу переслідування Лорі приводять його в лікарню, і в її темних коридорах холоднокровний невбиваний психопат знаходить свої жертви.

## У ролях
| Актор             | Роль                       |
| ----------------- | -------------------------- |
| Джеймі Лі Кертіс  | Лорі Строуд                |
| Дональд Плісенс   | Сем Луміс                  |
| Чарльз Сайферс    | Лі Брекетт                 |
| Джефрі Крамер     | Грехем                     |
| Ленс Гест         | Джиммі                     |
| Памела Сьюзен Шуп | Карен                      |
| Хантер фон Лір    | Гарі Хант                  |
| Дік Ворлок        | Майкл Маєрс / патрульний 3 |
| Лео Россі         | Бадд                       |
| Глорія Гіффорд    | місіс Алвес                |
| Тоні Моєр         | Джилл                      |
| Ана Алісія        | Джанет                     |
| Форд Рейні        | доктор Мікстер             |
| Кліфф Емміх       | містер Гарретт             |
| Ненсі Стівенс     | Маріон                     |
| Джон Зенда        | Маршалл                    |
| Катрін Бергсторм  | продюсер                   |
| Алан Хофрект      | диктор                     |
| Люсіль Бенсон     | місіс Елрод                |
| Говард Калвер     | людина в піжамі            |

| Актор                | Роль                    |
| -------------------- | ----------------------- |
| Дена Карві           | асистент                |
| Біллі Ворлок         | Крейг                   |
| Джонатан Прінц       | Ренді                   |
| Лі Френч             | мати Гері               |
| Ті Мітчелл           | малий Гері              |
| Ненсі Кайс           | Енні Брекетт            |
| Памела МакМілер      | мати Лорі               |
| Денніс Холахан       | батько Лорі             |
| Ніколь Драклер       | мала Лорі               |
| Кен Смолка           | перший патрульний       |
| Адам Ганн            | малий Майкл Маєрс       |
| Роджер Хемптон       | патрульний 2            |
| Робін Коулмен        | медик                   |
| Джек Вербойс         | Беннетт Трамер          |
| Енн Брунер           | Еліс                    |
| Кім Готтлейб         | фотограф в лікарні      |
| Хелен Келлі          | медсестра в лікарні     |
| Енн-Марі Мартін      | Дарсі Езмонт            |
| Ненсі Платт Джейкобі | WWAR помічник по звуку  |
| Ленс Ворлок          | підліток з магнітофоном |

## Цікаві факти
- У сцені, де Майкл нападає на Лорі, коли та намагається протиснутися через віконце в підвалі, а він стоїть під нею і розмахує скальпелем, Дік Ворлок насправді розмахував палицею з шматком гуми на кінці.
- Дік Ворлок носив черевики на високих підметках, щоб бути вище ростом.
- Спочатку дія повинна була розгортатися у висотному житловому будинку, але пізніше вона була перенесена в лікарню Хеддонфілда.
- Літнє подружжя на початку фільму дивляться картину «Ніч живих мерців» Ромеро.
- Спочатку режисуру пропонували Томмі Лі Воллесу, так як Джон Карпентер категорично відмовився сідати в режисерське крісло.
- Джеймі Лі Кертіс була змушена носити перуку, приховуючи свою справжню зачіску.
- Картина була заборонена в Німеччині.
- У цьому фільмі відбувся дебют Дени Карві. Його можна помітити перед будинком Дойлів, де його персонаж отримує інструкції від телерепортера.
- У сцені вбивства Карен, яку грає Памела Сьюзен Шуп, під час зйомок підхопила інфекцію вуха, оскільки вода, в якій її топили була не надто стерильною.
- Не дивлячись на те, що Карпентер зрікся режисерського крісла, він, як сценарист, спостерігав за знімальним процесом, що призвело до того, що в кінцевому підсумку те, що зняв Розенталь, здалося йому нудним. Тоді для деяких сцен вбивств він особисто зняв кілька кривавих кадрів, які потім вставив у фільм, не дивлячись на протести Розенталя.
- Дік Ворлок, який зіграв Майкла, відзначився так само епізодичною роллю — він зіграв одного з копів перед будинком Дойлів. Його син — Ленс Ворлок, — зіграв хлопця в ковбойці з магнітофоном на плечі (Boom Box Boy), який ходить по центральній вулиці Хеддонфілда і стикається з Майклом в той момент, коли диктор говорить про Лорі Строуд. Дана сцена, до речі, теж була знята Джоном Карпентером.
- Дівчина Еліс (сама перша жертва у фільмі) незадовго до своєї смерті говорить зі своєю подругою Саллі по телефону. Голос Саллі — це голос Ненсі Кайс, яка в попередній частині грала Енні Брекет і тут же зіграла, відповідно, труп Енні.
- Саллі говорить Еліс, що три трупи з першого фільму були знайдені в будинку на Оранж Гроув. Це реальна вулиця в Каліфорнії в Голлівуді. На ній же знімався перший «Хелловін» і на ній же стоять ті два будинки, що були зняті, як будинки Воллесів і Дойлів.
- Фільм знімався в «Госпіталі Морнінгсайд» у Лос-Анджелесі.
- Під час зйомок Ненсі Стівенс зустріла в особі Ріка Розенталя свого майбутнього чоловіка.

## Саундтрек
| Список треків | Список треків                     | Список треків |
| #             | Назва                             | Тривалість    |
| ------------- | --------------------------------- | ------------- |
| 1.            | «Halloween Theme»                 | 4:31          |
| 2.            | «Laurie's Theme»                  | 2:51          |
| 3.            | «He Knows Where She Is»           | 1:07          |
| 4.            | «Laurie And Jimmy»                | 3:02          |
| 5.            | «Still He Kills (Murder Montage)» | 4:33          |
| 6.            | «The Shape Enters Laurie's Room»  | 1:31          |
| 7.            | «Mrs. Alves»                      | 1:42          |
| 8.            | «Flats In The Parking Lot»        | 1:28          |
| 9.            | «Michael's Sister»                | 3:03          |
| 10.           | «The Shape Stalks Again»          | 3:04          |
| 11.           | «In The Operating Room»           | 1:48          |
| 12.           | «Mr. Sandman»                     | 2:23          |
| 31:03         |                                   |               |